# Zeeuwse knoop

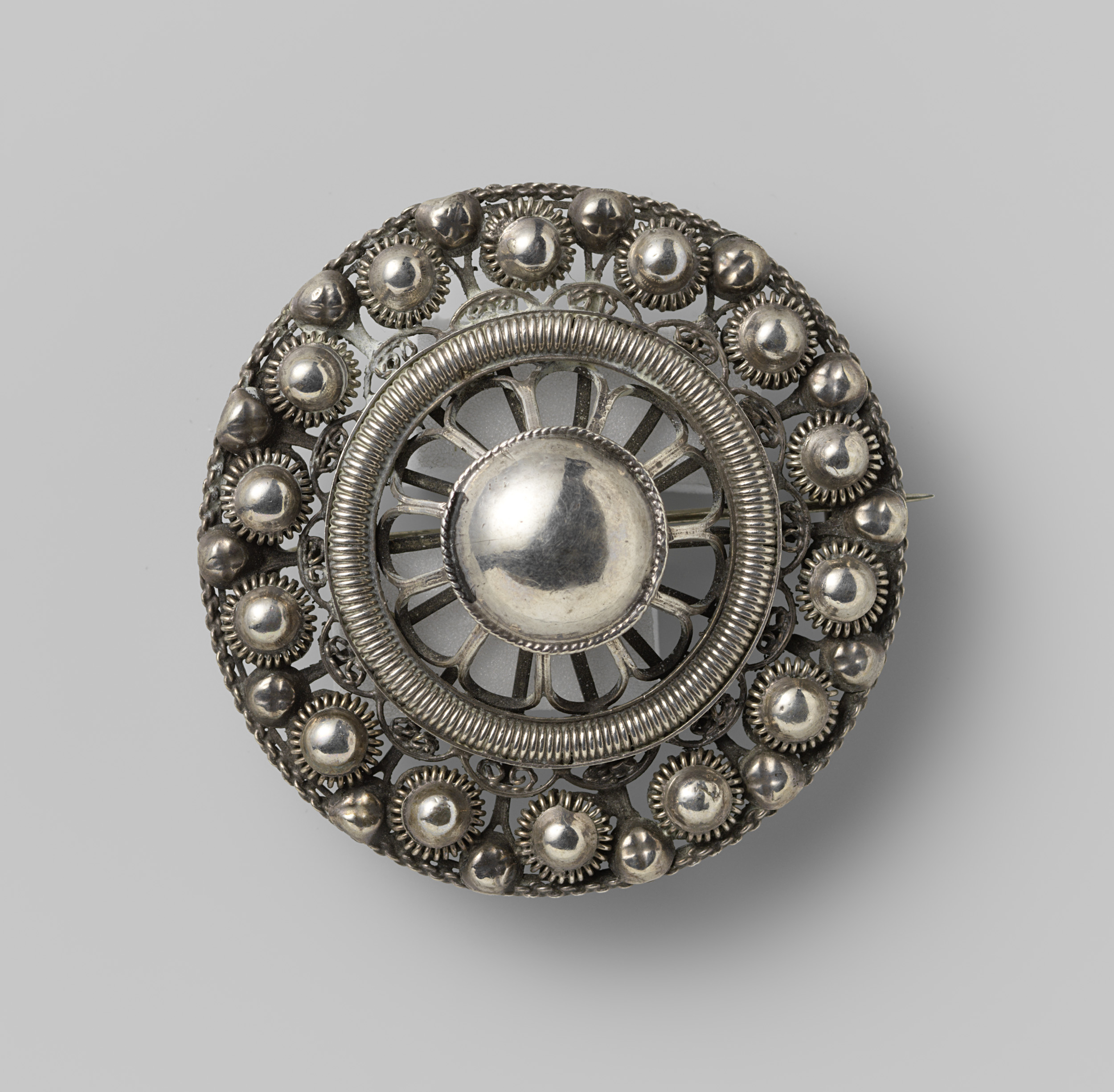
Goese knop van zilver, Rijksmuseum Amsterdam

De Zeeuwse knoop, ook wel Zeeuws knopje of Zeeuws knoopje genoemd, is een traditioneel streeksieraad uit de Nederlandse provincie Zeeland. De knoop is vervaardigd van fijn smeedwerk en is sinds de 18e eeuw onderdeel van de Zeeuwse klederdracht.

## Geschiedenis
De Zeeuwse knoop heeft een geschiedenis die teruggaat tot eind zeventiende eeuw, de tijd van Michiel De Ruyter. De mannen droegen de knopen destijds op hun hemd, jas of op hun boord als 'keelknoop'. Later droegen de vrouwen hem ook als sieraad, bijvoorbeeld als mutsspeld of als broche. De knopen werden gemaakt van zilver of goud en waren destijds een statussymbool: hoe groter de knoop, hoe rijker en belangrijker de drager was.

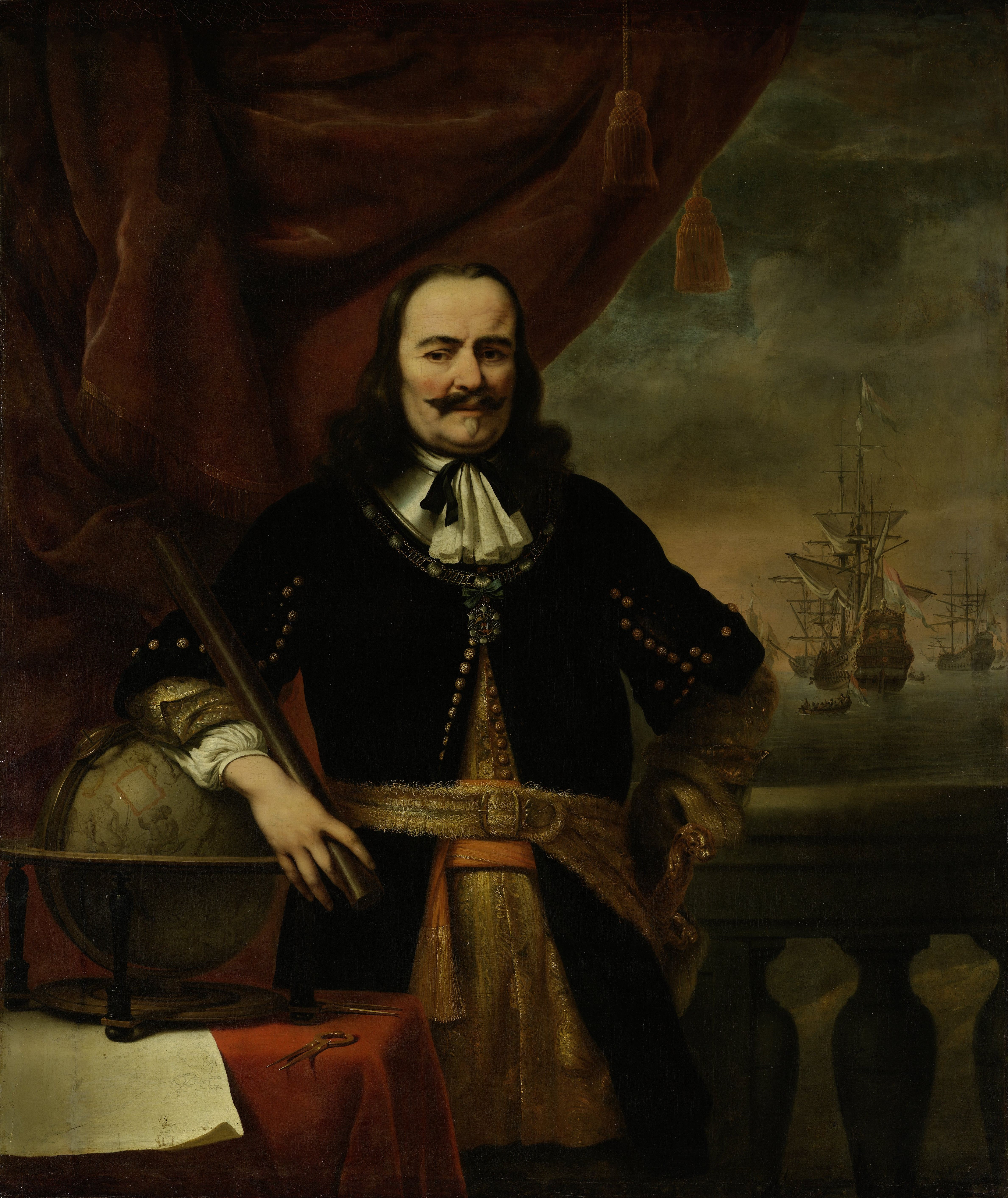
Portret (1667) van Michiel de Ruyter (1607-1676) door Ferdinand Bol. De Ruyter draagt een uniformjas afgezet met rijen gouden knopen.
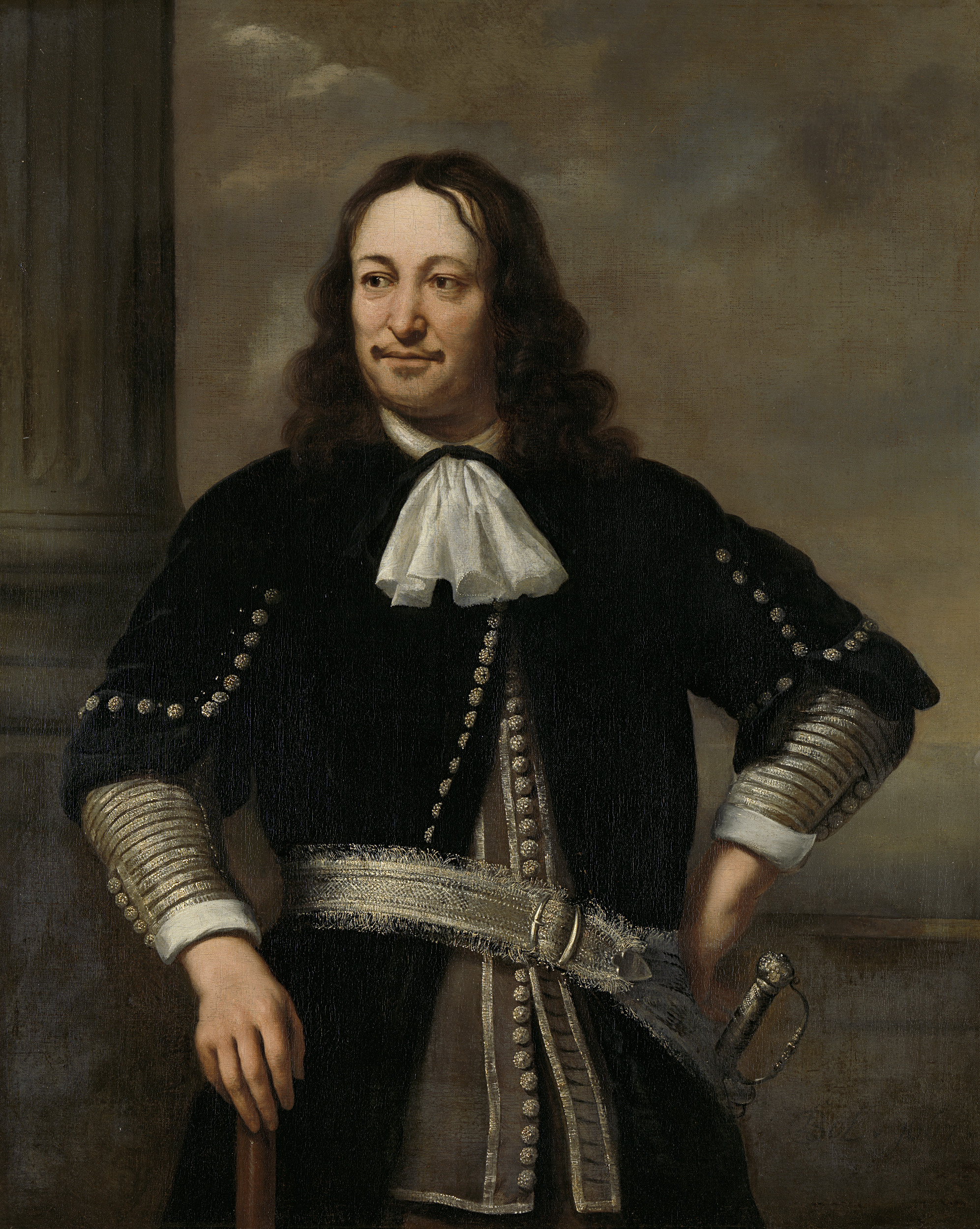
Portret uit 1667 van een zee-overste, waarschijnlijk vice-admiraal Aert van Nes (1626-1693) door Ferdinand Bol. Van Nes draagt rijen met zilveren knopen op zijn uniformjas.

Iedere streek in Zeeland heeft zijn eigen versieringen aan de knoop toegevoegd.

## Oorsprong

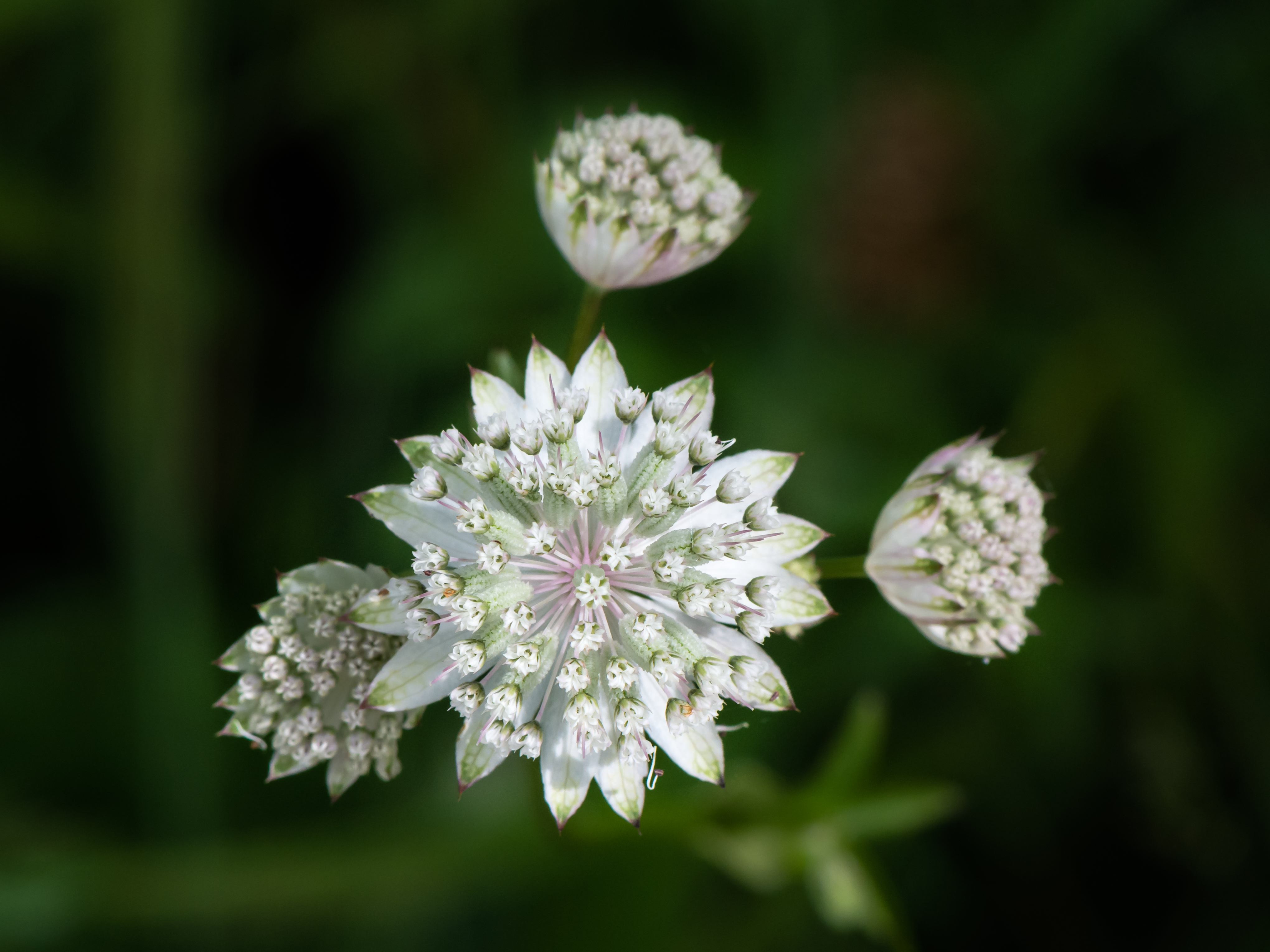
Astrantia major

Volgens de overlevering is de knoop gemodelleerd naar de bloem van de Astrantia of Sterrekruid, die in de volksmond tevens Zeeuws knoopje of knopje genoemd wordt. Het bloemmotief heeft echter haar oorsprong buiten Zeeland. De Astrantia is overigens geen inheemse soort in Nederland en het plantje heeft pas rond 1915 de bijnaam Zeeuws knopje gekregen.
Waarschijnlijk is de Zeeuwse knoop ooit uit Spanje en Portugal meegenomen door Sefardische Joden die op de vlucht waren omdat zij zich niet wilden bekeren tot het christendom. Ze vestigden zich vanaf 1492-1497 onder meer in Nederland. De Sefardim waren hier veelal werkzaam in de handel, waaronder de handel in goud en zilver. Ergens tussen 1500 en 1700 hebben zij de knopen met het bekende bloemmotief meegenomen. Naar dit voorbeeld werden sieraden vervaardigd door Nederlandse edelsmeden, omdat de joden zelf niet toegelaten werden tot de gilden.

## Techniek

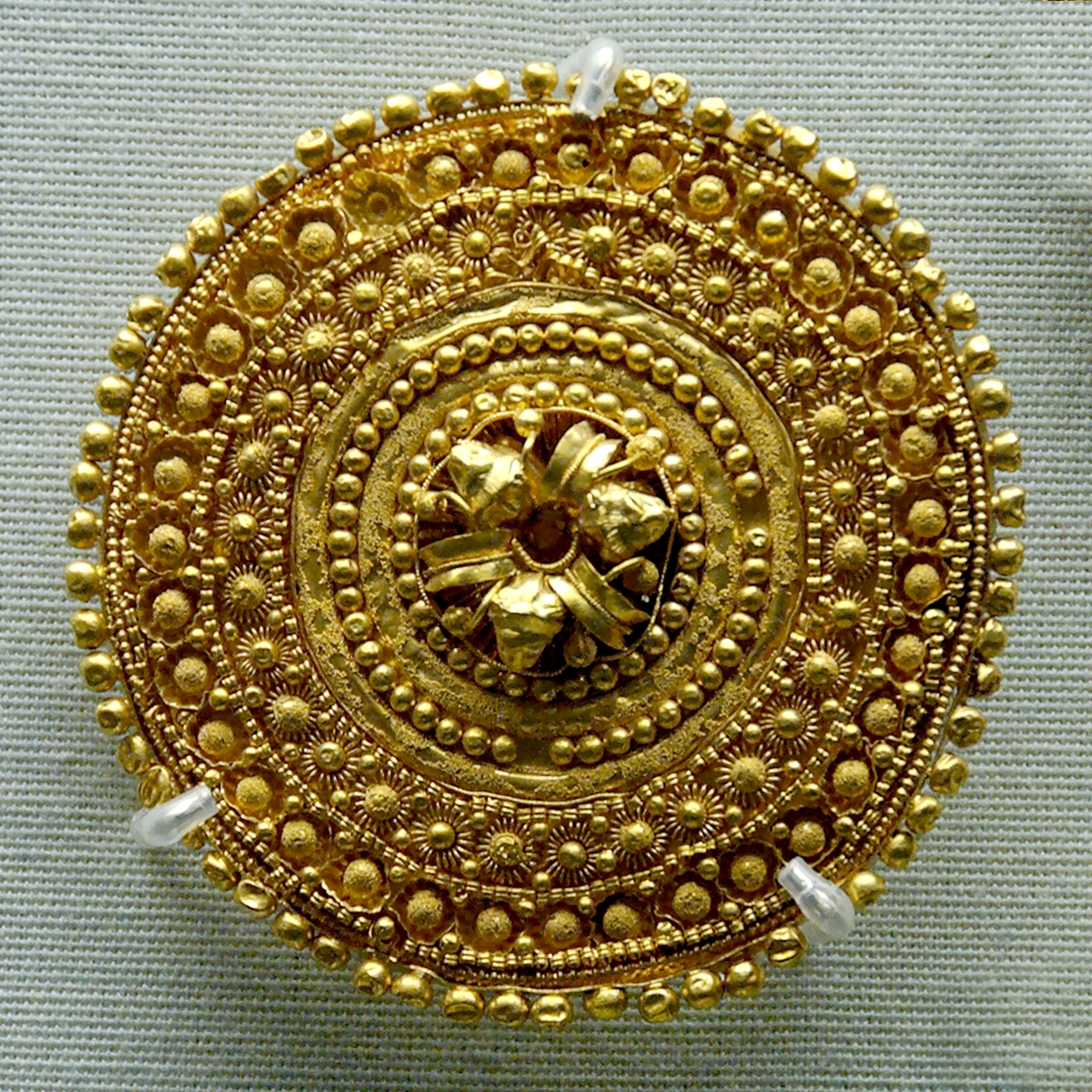
Gouden Etruskische oorknoop, 530-480 voor Christus

De Zeeuwse knoop is gemaakt met filigreintechniek, draadwerk van zilver of goud waarmee de knopen worden opgebouwd. Het motief heeft een aantal typerende ‘spinnetjes’. Dit is een rozetje van spiraaldraad met in het midden een gesoldeerd bolletje. Aanvankelijk leek dit op een spinnetje waarbij de acht draadjes van het rozet de pootjes vormden. Een knoop heeft een centraal, groter spinnetje dat geflankeerd wordt door circa acht tot veertien kleinere spinnetjes.
De filigreintechniek is afkomstig uit Syrië. Het is door de Etrusken, die leefden in het huidige Toscane, uit het Midden-Oosten meegenomen naar Europa. Zij verfraaiden hun sieraden destijds al met spinnetjes. Het hoogtepunt van deze Etruskische kunst lag in de 6e-5e eeuw voor Christus.
De Etrusken hadden evenwel nog geen knopen; kleding werd met broches en spelden bij elkaar gehouden. In Nederland dateren de eerste hemdsknopen uit de tweede helft van de zeventiende eeuw. Aanvankelijk waren deze van plaatmateriaal gemaakt. Ze waren bol van buiten en hol van binnen, met in het midden een rozetje en daaromheen een randversiering. Al vrij snel, aan begin van de 18e eeuw deed het filigreinwerk zijn intrede met het spinmotief. Na verloop van tijd werd de versiering verfijnd. Halverwege de 18e eeuw bestond een spinnetje uit meer dan acht draadjes, zodat het niet meer op een spin leek maar op een braam. Deze knopen werden dan ook braamknopen of brummels genoemd. De benaming 'spinnetje' bleef echter in gebruik. 
In Nederland wordt deze filigrein techniek vooral in Schoonhoven toegepast. De laatste telg uit de zilversmid familie is Cor Kuijf (1944) die heden ten dage, februari 2023, op vergevorderde leeftijd, deze knopen nog op dezelfde ambachtelijke wijze maakt en regelmatig een demonstratie geeft in het Zilvermuseum van Schoonhoven.

## Verspreiding

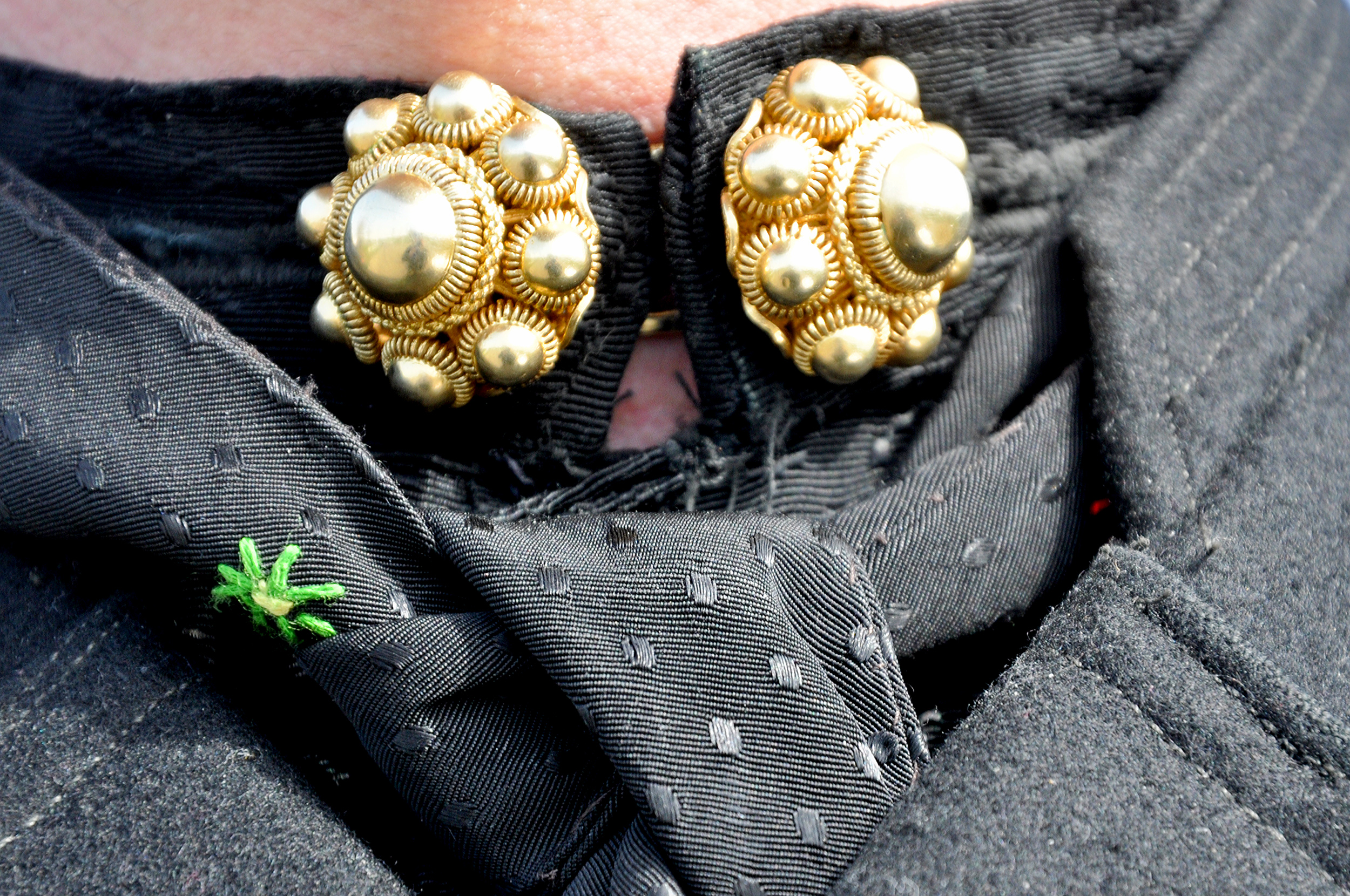
Gouden keelknopen (Axel)

Niet alleen in Zeeland, maar ook elders in Nederland maakten goudsmeden dergelijke knopen, zoals in Schoonhoven, Dordrecht en Amsterdam. De knopen werden vooral gedragen op Walcheren en Zuid-Beveland en in Axel, in Staphorst, Urk, Marken en Volendam. Elke plaats heeft knopen met eigen accenten.

### Europa
De Nederlandse knopen bereikten Noord-Duitsland en later Scandinavië via zeevaart- en handelsroutes: vissers en reizende ambachtslieden zorgden voor verspreiding. Zo komen bij de streekdracht op het Noord-Friese Waddeneiland Föhr (Duitsland) zilveren filigreinknopen voor die in de 18e eeuw werden geïmporteerd uit Nederland. Vanaf 1800 ging men deze knopen zelf maken. Ook in de regio Altes Land bij Hamburg komt men vergelijkbare knopen tegen.
In Bohemen komen vergelijkbare knopen al voor in de 16e eeuw.
In Engeland werd het in de tweede helft van de negentiende eeuw mode om Nederlandse streeksieraden te dragen.

## Gebruik
De sieraden werden gemaakt als keelknoop, jasknoop of hemdsknoop. Hoe groter de knoop, hoe rijker en voornamer de drager. De vrouwen droegen de Zeeuwse knoop vooral als sieraad. Op een muts spelden bijvoorbeeld of als broche. Vanaf 1915 worden ook grotere broches gemaakt die door mannen gedragen werden, vaak in combinatie met keelknopen.
Nadat eind 19e eeuw het gebruik van streekdracht in Nederland afnam, bleven in Zeeland nog relatief veel mensen deze kleding dragen. Daardoor werden de meeste knopen nog in Zeeland gedragen, en kreeg die rond 1915 de naam Zeeuwse knoop.
De knopen worden traditioneel ook verwerkt in meerrijige colliers en armbanden van bloedkoraal (rood) of granaat (zwart), voorzien van een gouden of zilveren slot. Steeds meer worden ze ook op een eigentijdse manier in sieraden verwerkt, bijvoorbeeld in een ring, hanger, oorbel of broche.
De Zeeuwse knoop staat tegenwoordig symbool voor Zeeland. Hij komt in die hoedanigheid voor als motief op souvenirs.